# Slovenia International 1969
Die Slovenia International 1969 fanden in Ljubljana statt. Es war die sechste Austragung der internationalen Meisterschaften von Slowenien im Badminton.

## Titelträger
| Disziplin    | Sieger                       |
| ------------ | ---------------------------- |
| Herreneinzel | Otto Eckarth                 |
| Dameneinzel  | Lučka Križman                |
| Herrendoppel | Mitja Žorga Slavko Županič   |
| Damendoppel  | Marta Amf Vita Bohinc        |
| Mixed        | Slavko Županič Lučka Križman |